# Мигтау
Мигтау (енгл. MGTOW или Men Going Their Own Way, у буквалном преводу „мушкарци који иду својим путем“) је покрет присутан на друштвеним мрежама и филозофско гледиште о стилу живота, које заступа идеју да су мушкарци увек жртве у хетеросексуалним односима са женама. Мигтау филозофија је идеолошки супротстављена феминизму или гиноцентризму. 
Следбеници ове филозофије сматрају да треба избегавати све брачне и романтичне односе са женама. Неки од њих, међутим, и даље прихватају повремене сексуалне односе са женама, док други одбијају и ове односе. Најекстремнији следбеници ове филозофије заговарају смањивање било каквих веза, не само са женама, већ са друштвом у целини, подржавајући при том минималистички животни стил, а противећи се конзумеризму и потрошачком друштву. Без обзира на њихово одбацивање веза са женама, следбеници Мигтау филозофије не прихватају хомосексуалност. 
Мигтау покрет се развио из такозваног менинизма, односно из покрета за права мушкараца. Међутим, следбеници Мигтау покрета одбацили су деловање покрета за права мушкараца, сматрајући да он не може донети друштву суштинске промене. Основно гледиште Мигтау покрета јесте да су жене и друштво непроменљиви и да је решење проблема у ствари кидање веза са њима и одлазак својим путем, односно тежња ка потпуној слободи од свих друштвених ограничења. При томе, према гледишту Мигтау филозофије, уместо прихватања наметнутих друштвених норми, мушкарац у животу треба да се посвети сопственим циљевима, идејама, самоусавршавању, хобијима или зарађивању новца за сопствене потребе.
Почецима Мигтау покрета сматра се такозвани покрет „мушкараца биљоједа“ (Herbivore men) у Јапану. Међутим, на западу је ова животна филозофија добила назив Мигтау (MGTOW), иако између следбеника Мигтау покрета на западу и „мушкараца биљоједа“ у Јапану нема суштинске идеолошке разлике.
Као своје узоре, следбеници Мигтау филозофије истичу Теслу, Шопенхауера, Бетовена, Галилеја, Исуса Христа и друге.